# 陳宏麟
陳宏麟（英語：Chen Hung-ling，1986年2月10日—）是臺灣男子羽球選手、教練。臺北市立大學體育學系碩士。主攻男子雙打、混合雙打，2009年與林祐瑯搭配贏得中華台北公開賽男子雙打冠軍，成為該項目歷年來第二個地主冠軍，也是1995年改制為公開賽以來的第一個地主冠軍。
從選手退役後，擔任李洋和前搭檔王齊麟男雙組合的教練，於2020年東京奧運週期執教，取得羽球男子雙打金牌，並以此取得2021年體育運動精英獎之最佳教練獎。2024年巴黎奧運再陪同李洋、王齊麟蟬聯男子羽球雙打冠軍。

## 生平

### 2007年-2008年
2007年7月，陳宏麟与周佳琦出战澳門羽毛球黃金大獎賽，在混双準决赛以1比2（16-21、21-11、16-21）不敌队友的方介民/程文欣。同年11月，他与林彥睿出战越南羽毛球大獎賽，在男双準决赛以0比2（17-21、13-21）不敌韩国的曹建雨/Kang Myeong Won。
2008年1月，陳宏麟与周佳琦出战韓國羽毛球超級賽，在混双準决赛以0比2（13-21、8-21）不敌赛会4号种子、印尼强档的林培雷/维塔·玛丽莎。同年11月，他分别与林祐瑯以及周佳琦出战紐西蘭羽毛球大獎賽，在男双决赛以2比0（22-20、21-10）击败了赛会头号种子、印尼强档的唐金石/Lingga Lie，夺得其首个国际大獎賽双打冠军；而混双决赛以2比0（21-18、22-20）击败了赛会2号种子、队友的謝裕興/簡毓瑾，同时收获两项冠军。同年12月，他与林祐瑯出战義大利羽毛球國際賽，在男双决赛以0比2（20-22、13-21）不敌德国强档的克里斯托夫·霍普/約翰尼斯·斯科特勒，赢得亚军。同期12月，他分别与林祐瑯以及謝沛蓁出战希臘羽毛球國際賽，在男双决赛以0比2（19-21、20-22）不敌队友的簡佑旬/林彥睿，赢得亚军；而混双决赛以2比0（21-6、21-9）击败了丹麦的Peter Mork/瑪麗亞·赫斯波，夺得其首个國際系列賽双打冠军。

### 2009年-2010年 黃金大獎賽夺冠
2009年3月，陳宏麟与林祐瑯出战波蘭羽毛球國際賽，在男双决赛以2比1（21-14、17-21、21-19）击败了丹麦的Kasper Faust Henriksen/克里斯蒂安·约翰·斯科夫高，赢得国际赛冠军。同年4月，他与林祐瑯出战芬蘭羽毛球公開賽，在男双决赛以2比0（21-19、21-16）击败了丹麦的拉斯马斯·邦德/米克尔·德尔博·拉森，赢得国际赛冠军。同年8月，他与林祐瑯出战中華台北羽毛球黃金大獎賽，在男双决赛以2比1（14-21、21-12、21-19）击败了中国香港的魏仁君/王偉康，夺得其首个国际黃金大獎賽双打冠军。同年11月，他与林祐瑯出战中國羽毛球超級賽，在男双準决赛以0比2（15-21、13-21）不敌赛会头号种子、马来西亚强档的古健傑/陳文宏。同年12月，他代表中华台北参加香港举办的東亞運動會羽毛球比賽，与成年期的林祐瑯赢得东运会男子雙打亚军。
2010年1月，陳宏麟与周佳琦出战馬來西亞羽毛球超級賽，在混双準决赛以0比2（7-21、18-21）不敌中国的陶嘉明/张亚雯。同年3月，他与林祐瑯出战德國羽毛球大獎賽，在男双决赛以1比2（21-17、13-21、15-21）不敌赛会5号种子、中国的柴飚/张楠，赢得亚军。同年4月，他代表中华台北参加印度新德里举办的亞洲羽毛球錦標賽，被赛会列为头号种子；八强中，鏖战三局以2比1（19-21、21-15、21-18）击败了马来西亚的麦喜俊/陳煒𣚦；四强中，同样激战三局以2比1（21-18、12-21、21-18）拿下韩国的韓相訓/黃智萬；决赛中面对另一组韩国的曹建雨/柳延星，大战三局以1比2（19-21、21-12、17-21）告负对手，赢得亚锦赛男双亚军。同年6月，他与程文欣出战新加坡羽毛球超級賽，在混双準决赛以0比2（14-21、22-24）不敌赛会头号种子、印尼强档的诺瓦·维迪安托/利利亚纳·纳西尔。同年7月，他与程文欣出战加拿大羽毛球大獎賽，在混双决赛以1比2（16-21、21-11、15-21）不敌赛会头号种子、队友的李勝木/簡毓瑾，赢得亚军。同期7月，他分别与林祐瑯以及程文欣出战美國羽毛球黃金大獎賽，在男双决赛以0比2（19-21、14-21）不敌赛会头号种子、队友的方介民/李勝木，赢得亚军；而混双準决赛以1比2（18-21、21-18、13-21）不敌德国强档的麦克·福克斯/比尔吉德·奥维泽尔。同年8月，他与程文欣出战中華台北羽毛球黃金大獎賽，在混双準决赛以0比2（17-21、13-21）不敌赛会5号种子、印尼强档的通托维·艾哈迈德/利利亚纳·纳西尔。同年9月，他与程文欣出战日本羽毛球超級賽，在混双準决赛以0比2（16-21、11-21）不敌中国的张楠/赵芸蕾。

### 2011年-2012年 两次夺得超級賽混双冠军
2011年6月，陳宏麟与程文欣出战新加坡羽毛球超級賽，在混双决赛以0比2（14-21、25-27）不敌赛会4号种子、世锦赛冠军的通托维·艾哈迈德/利利亚纳·纳西尔，赢得亚军。同期6月，他与程文欣出战印尼羽毛球首要超級賽，在混双準决赛以0比2（17-21、17-21）不敌赛会头号种子、中国的张楠/赵芸蕾。同年7月，他与程文欣出战美國羽毛球黃金大獎賽，在混双决赛以0比2（19-21、13-21）不敌韩国强档的李龍大/河貞恩，赢得亚军。同年7月，他与程文欣出战加拿大羽毛球大獎賽，在混双决赛以0比2（10-21、21-23）不敌赛会2号种子、德国强档的麦克·福克斯/比尔吉德·迈克斯，赢得亚军。同年9月，他与程文欣出战日本羽毛球超級賽，在混双决赛以2比1（21-19、16-21、21-15）击败了丹麦强档的约金·费舍尔·尼尔森/克里斯汀娜·彼德森，赢得羽球生涯首座国际超級賽双打冠军。同年11月，他与程文欣出战香港羽毛球超級賽，在混双準决赛以0比2（15-21、12-21）不敌赛会头号种子、中国的张楠/赵芸蕾。同期11月，他与程文欣出战澳門羽毛球黃金大獎賽，在混双决赛退赛，赢得亚军。
2012年4月，陳宏麟与程文欣出战澳洲羽毛球黃金大獎賽，在混双决赛以2比1（22-20、12-21、23-21）击败了赛会3号种子、马来西亚强档的陳炳順/吳柳螢，赢得黃金大獎賽冠军。同年6月，他与程文欣出战新加坡羽毛球超級賽，在混双决赛以2比0（21-17、21-11）击败了赛会4号种子、日本强档的池田信太郎/潮田玲子，赢得超级赛冠军。同年10月，他与呂佳彬出战中華台北羽毛球黃金大獎賽，在男双準決賽以0比2（13-21、15-21）不敌赛会2号种子、，马来西亚强档的查基利/法魯茲祖安。

### 2013年-2014年 世大运及亚运会夺铜
2013年4月，陳宏麟与吳玓蓉出战紐西蘭羽毛球大獎賽，在混双準决赛以0比2（12-21、16-21）不敌赛会5号种子、印尼强档的普拉文·乔丹/維塔·瑪麗莎。同年7月，他代表中華台北参加俄羅斯喀山舉行的世界大學生運動會举办的羽毛球比賽，贏得混合團體和混合雙打銅牌。同年8月，他參加中國廣州舉行的世界羽毛球錦標賽，分別與呂佳彬和程文欣出戰男子雙打及混合雙打項目。在男雙方面，他與呂佳彬首圈以2-0淘汰中國組合洪炜/沈烨晉級，但在第二圈就以0比2（9-21、11-21）不敵5號種子、南韓的金基正/金沙朗出局；至於混雙方面，他和程文欣首圈則以2比0輕取墨西哥組合，第二圈再以2比0（21-18、21-16）力克16號種子、英格蘭克里斯·爱德考克/加布里·怀特晉級；但在第三圈就以0比2（13-21、13-21）不敵6號種子、印尼的穆罕默德·雷扎/戴比·苏珊托，16強止步。同年10月，他代表中華台北参加天津市滨海新区举办的東亞運動會羽毛球比賽，助中华台北队赢得东亚运男子團體季军；此外，还与搭档的呂佳彬赢得东亚运男子双打亚军。
2014年2月，陳宏麟与呂佳彬出战伊朗羽毛球國際挑戰賽，在男双决赛以2比0（21-17、21-18）击败了赛会头号种子、队友的梁睿緯/廖冠皓，赢得国际赛冠军。同期2月，他分别与呂佳彬以及吳玓蓉出战奧地利羽毛球國際挑戰賽，在男双决赛以2比1（16-21、21-12、21-13）击败了赛会头号种子、队友的梁睿緯/廖冠皓，赢得国际赛冠军；而混双準决赛以0比2（16-21、16-21）不敌赛会5号种子、马来西亚强档的陈炳顺/賴沛君。同年3月，他与程文欣出战瑞士羽毛球黃金大獎賽，在混双準决赛以1比2（16-21、21-15、16-21）不敌中国的柴飚/汤金华。同年4月，他与呂佳彬出战紐西蘭羽毛球大獎賽，在男双决赛以1比2（21-15、21-23、11-21）不敌印尼强档的西华努斯·盖尔/凯文·桑加亚·苏卡穆约，赢得亚军。同年9月，他代表中華台北参加韩国仁川举办的羽毛球比賽，助中华台北赢得男子團體季军。同年11月，他与王齊麟出战澳門羽毛球黃金大獎賽，在男双準决赛以1比2（21-19、16-21、19-21）不敌赛会6号种子、印尼强档的安加·普拉塔玛/里奇·卡兰达·苏华迪。

### 2015年-2016年 新老时代：互相摩擦
2015年1月，陳宏麟与王齊麟出战馬來西亞羽毛球大師賽，在男双决赛以1比2（19-21、21-14、17-21）不敌日本强档的數野健太/山田和司，赢得亚军。同年8月，他參加印尼雅加達舉行的世界羽毛球錦標賽，與王齊麟合作出戰男子雙打項目，他們在首圈輪空，但在第二圈就以1比2（15-21、23-21、8-21）不敵2號種子、丹麥的玛蒂亚斯·鲍伊/卡斯腾·摩根森出局。同年11月，他与王齊麟出战澳門羽毛球黃金大獎賽，在男双準决赛以0比2（16-21、18-21）不敌印尼强档的贝里·安格里亚万/利安·阿刚·萨普特拉。同年12月，他分别与王齊麟以及胡綾芳出战美國羽毛球國際賽，在男双準决赛以0比2（16-21、18-21）不敌赛会3号种子、德国强档的麦克·福克斯/约翰尼斯·斯科特勒；而混双準决赛以1比2（22-20、20-22、18-21）不敌赛会2号种子、新加坡强档的丹尼·巴瓦·克里斯南塔/梁语嫣。同期12月，他与王齊麟出战美國羽毛球大獎賽，在男双準决赛以0比2（19-21、22-24）不敌赛会2号种子、马来西亚强档的吳蔚昇/陳蔚強。
2016年10月，陳宏麟与王齊麟出战中華台北羽球大師賽，在男双决赛以2比3（6-11、6-11、13-11、11-9、10-12）不敌印尼强档的法贾·阿尔弗兰/穆罕默德·里安·阿利安托，赢得亚军。同年11月，他与王齊麟出战碧特博格羽毛球黃金大獎賽，在男双準决赛以1比2（16-21、21-18、17-21）不敌马来西亚强档的王耀新/张御宇。

### 2017年-2018年 新老时代：世锦赛及雅加达夺铜 三次加冕黃金大獎賽
2017年3月，陳宏麟与王齊麟出战瑞士羽毛球黃金大獎賽，在男双準决赛以1比2（21-17、15-21、18-21）不敌赛会头号种子、中国的柴飚/洪炜。同年4月，他与王齊麟出战中國羽毛球大師賽，在男双决赛以2比0（21-14、21-6）完胜赛会5号种子、日本强档的井上拓斗/金子祐樹，赢得黃金大獎賽冠军。同年6月，他与王齊麟出战中華台北羽球公開賽，在男双决赛以2比0（21-16、22-20）击败了赛会头号种子、队友的李哲輝/李洋，赢得黃金大獎賽冠军。同年8月，他与王齊麟出战紐西蘭羽毛球黃金大獎賽，在男双决赛以2比0（21-16、21-18）击败了赛会2号种子、马来西亚强档的王耀新/张御宇，赢得黃金大獎賽冠军。

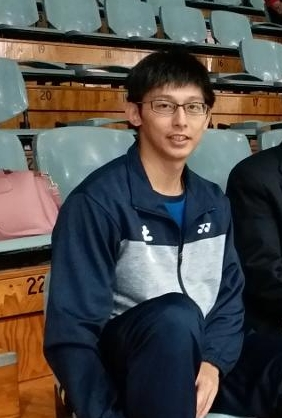
陳宏麟於 2018 紐西蘭公開賽

2018年1月，陳宏麟与王齊麟出战馬來西亞羽毛球大師賽，在男双準决赛以0比2（16-21、17-21）不敌奥运亚军的吳蔚昇/陳蔚強。同年5月，他与王齊麟出战紐西蘭羽毛球公開賽，在男双决赛以2比0（21-17、21-17）击败了赛会2号种子、印尼强档的贝里·安格里亚万/哈迪安托，赢得国际超級300賽冠军。同年7月，他參加中国江苏省南京市举办的世界羽毛球錦標賽，他與王齊麟出戰男子雙打項目。她與王齊麟以14號種子身分出戰，故在首圈輪空；在第二圈以2比0（21-11、21-14）轻取德国的馬克·拉姆斯富斯/马文·埃米尔·塞德尔；在第三圈爆冷以2比0（21-19、21-10）拿下赛会3号种子、奥运亚军的瑪蒂亞斯·鮑伊/卡斯騰·摩根森；八强中，面对赛会7号种子、日本强档的井上拓斗/金子祐樹，陷入苦战以2比1（21-11、17-21、21-13）击败了对手；四强中，遭遇赛会5号种子、另一组日本组合的嘉村健士/園田啟悟，气势不如对方来得旺，直落二局以0比2（17-21、10-21）不敌对手，后者也曾把夺冠热门的马库斯·费尔纳尔迪·吉德翁/凱文·桑加亞·蘇卡穆約给拉下马，最终赢得世锦赛季军。同年8月，他代表中華台北参加印尼雅加达举办的羽毛球比賽，助中华台北赢得男子團體季军。同年9月，他与王齊麟出战日本羽球公開賽，在男双準决赛以0比2（14-21、16-21）不敌赛会2号种子、中国的李俊慧/刘雨辰。同期9月，他与王齊麟出战中國羽毛球公開賽，在男双準决赛以0比2（13-21、19-21）不敌赛会8号种子、丹麦强档的金·阿斯特鲁普/安德斯·斯考劳普·拉斯姆森。同年10月，他与王齊麟出战中華台北羽毛球公開賽，在男双决赛以2比0（22-20、21-9）击败了赛会3号种子、队友的廖敏竣/蘇敬恒，赢得超級300賽男双冠军。

## 主要比賽成績
只列出曾進入準決賽的國際賽事成績：
| 年份   | 賽事                     | 公開賽級別 | 項目     | 搭檔   | 成績   |
| ------ | ------------------------ | ---------- | -------- | ------ | ------ |
| 2007年 | 澳門羽毛球黃金大獎賽     | 黃金大獎賽 | 混合雙打 | 周佳琦 | 準決賽 |
| 2007年 | 越南羽毛球大獎賽         | 大獎賽     | 男子雙打 | 林彥睿 | 準決賽 |
| 2008年 | 韓國羽毛球超級賽         | 超級賽     | 混合雙打 | 周佳琦 | 準決賽 |
| 2008年 | 紐西蘭羽毛球大獎賽       | 大獎賽     | 男子雙打 | 林祐瑯 | 冠軍   |
| 2008年 | 紐西蘭羽毛球大獎賽       | 大獎賽     | 混合雙打 | 周佳琦 | 冠軍   |
| 2008年 | 義大利羽毛球國際賽       | 國際挑戰賽 | 男子雙打 | 林祐瑯 | 亞軍   |
| 2008年 | 希臘羽毛球國際賽         | 國際系列賽 | 男子雙打 | 林祐瑯 | 亞軍   |
| 2008年 | 希臘羽毛球國際賽         | 國際系列賽 | 混合雙打 | 謝沛蓁 | 冠軍   |
| 2009年 | 波蘭羽毛球國際賽         | 國際挑戰賽 | 男子雙打 | 林祐瑯 | 冠軍   |
| 2009年 | 芬蘭羽毛球公開賽         | 國際挑戰賽 | 男子雙打 | 林祐瑯 | 冠軍   |
| 2009年 | 中華台北羽毛球黃金大獎賽 | 黃金大獎賽 | 男子雙打 | 林祐瑯 | 冠軍   |
| 2009年 | 中國羽毛球超級賽         | 超級賽     | 男子雙打 | 林祐瑯 | 準決賽 |
| 2009年 | 東亞運動會羽毛球比賽     | 其他       | 男子雙打 | 林祐瑯 | 銀牌   |
| 2010年 | 馬來西亞羽毛球超級賽     | 超級賽     | 混合雙打 | 周佳琦 | 準決賽 |
| 2010年 | 德國羽毛球大獎賽         | 大獎賽     | 男子雙打 | 林祐瑯 | 亞軍   |
| 2010年 | 亞洲羽毛球錦標賽         | 其他       | 男子雙打 | 林祐瑯 | 銀牌   |
| 2010年 | 新加坡羽毛球超級賽       | 超級賽     | 混合雙打 | 程文欣 | 準決賽 |
| 2010年 | 加拿大羽毛球大獎賽       | 大獎賽     | 混合雙打 | 程文欣 | 亞軍   |
| 2010年 | 美國羽毛球黃金大獎賽     | 黃金大獎賽 | 男子雙打 | 林祐瑯 | 亞軍   |
| 2010年 | 美國羽毛球黃金大獎賽     | 黃金大獎賽 | 混合雙打 | 程文欣 | 準決賽 |
| 2010年 | 中華台北羽毛球黃金大獎賽 | 黃金大獎賽 | 混合雙打 | 程文欣 | 準決賽 |
| 2010年 | 日本羽毛球超級賽         | 超級賽     | 混合雙打 | 程文欣 | 準決賽 |
| 2011年 | 新加坡羽毛球超級賽       | 超級賽     | 混合雙打 | 程文欣 | 亞軍   |
| 2011年 | 印尼羽毛球首要超級賽     | 首要超級賽 | 混合雙打 | 程文欣 | 準決賽 |
| 2011年 | 美國羽毛球黃金大獎賽     | 黃金大獎賽 | 混合雙打 | 程文欣 | 亞軍   |
| 2011年 | 加拿大羽毛球大獎賽       | 大獎賽     | 混合雙打 | 程文欣 | 亞軍   |
| 2011年 | 日本羽毛球超級賽         | 超級賽     | 混合雙打 | 程文欣 | 冠軍   |
| 2011年 | 香港羽毛球超級賽         | 超級賽     | 混合雙打 | 程文欣 | 準決賽 |
| 2011年 | 澳門羽毛球黃金大獎賽     | 黃金大獎賽 | 混合雙打 | 程文欣 | 亞軍   |
| 2012年 | 澳洲羽毛球黃金大獎賽     | 黃金大獎賽 | 混合雙打 | 程文欣 | 冠軍   |
| 2012年 | 新加坡羽毛球超級賽       | 超級賽     | 混合雙打 | 程文欣 | 冠軍   |
| 2012年 | 中華台北羽毛球黃金大獎賽 | 黃金大獎賽 | 男子雙打 | 呂佳彬 | 準決賽 |
| 2013年 | 紐西蘭羽毛球大獎賽       | 大獎賽     | 混合雙打 | 吳玓蓉 | 準決賽 |
| 2013年 | 世界大學運動會羽球比賽   | 其他       | 混合團體 | －     | 銅牌   |
| 2013年 | 世界大學運動會羽球比賽   | 其他       | 混合雙打 | 王沛蓉 | 銅牌   |
| 2013年 | 東亞運動會羽毛球比賽     | 其他       | 男子團體 | －     | 銅牌   |
| 2013年 | 東亞運動會羽毛球比賽     | 其他       | 男子雙打 | 呂佳彬 | 銀牌   |
| 2014年 | 伊朗羽毛球國際挑戰賽     | 國際挑戰賽 | 男子雙打 | 呂佳彬 | 冠軍   |
| 2014年 | 奧地利羽毛球國際挑戰賽   | 國際挑戰賽 | 男子雙打 | 呂佳彬 | 冠軍   |
| 2014年 | 奧地利羽毛球國際挑戰賽   | 國際挑戰賽 | 混合雙打 | 吳玓蓉 | 準決賽 |
| 2014年 | 瑞士羽毛球黃金大獎賽     | 黃金大獎賽 | 混合雙打 | 程文欣 | 準決賽 |
| 2014年 | 紐西蘭羽毛球大獎賽       | 大獎賽     | 男子雙打 | 呂佳彬 | 亞軍   |
| 2014年 | 中華台北羽球黃金大獎賽   | 黃金大獎賽 | 男子雙打 | 王齊麟 | 準決賽 |
| 2014年 | 亞洲運動會羽毛球比賽     | 其他       | 男子團體 | －     | 銅牌   |
| 2014年 | 澳門羽毛球黃金大獎賽     | 黃金大獎賽 | 男子雙打 | 王齊麟 | 準決賽 |
| 2015年 | 馬來西亞羽毛球大師賽     | 黃金大獎賽 | 男子雙打 | 王齊麟 | 亞軍   |
| 2015年 | 澳門羽毛球黃金大獎賽     | 黃金大獎賽 | 男子雙打 | 王齊麟 | 準決賽 |
| 2015年 | 美國羽毛球國際賽         | 國際挑戰賽 | 男子雙打 | 王齊麟 | 準決賽 |
| 2015年 | 美國羽毛球國際賽         | 國際挑戰賽 | 混合雙打 | 胡綾芳 | 準決賽 |
| 2015年 | 美國羽毛球大獎賽         | 大獎賽     | 男子雙打 | 王齊麟 | 準決賽 |
| 2016年 | 中華台北羽球公開賽       | 黃金大獎賽 | 男子雙打 | 王齊麟 | 亞軍   |
| 2016年 | 中華台北羽球大師賽       | 大獎賽     | 男子雙打 | 王齊麟 | 亞軍   |
| 2016年 | 碧特博格羽毛球黃金大獎賽 | 黃金大獎賽 | 男子雙打 | 王齊麟 | 準決賽 |
| 2017年 | 瑞士羽毛球黃金大獎賽     | 黃金大獎賽 | 男子雙打 | 王齊麟 | 準決賽 |
| 2017年 | 中國羽毛球大師賽         | 黃金大獎賽 | 男子雙打 | 王齊麟 | 冠軍   |
| 2017年 | 中華台北羽球公開賽       | 黃金大獎賽 | 男子雙打 | 王齊麟 | 冠軍   |
| 2017年 | 紐西蘭羽毛球黃金大獎賽   | 黃金大獎賽 | 男子雙打 | 王齊麟 | 冠軍   |
| 2018年 | 馬來西亞羽毛球大師賽     | 超級500賽  | 男子雙打 | 王齊麟 | 準決賽 |
| 2018年 | 紐西蘭羽毛球公開賽       | 超級300賽  | 男子雙打 | 王齊麟 | 冠軍   |
| 2018年 | 世界羽毛球錦標賽         | 其他       | 男子雙打 | 王齊麟 | 銅牌   |
| 2018年 | 亞洲運動會羽毛球比賽     | 其他       | 男子團體 | －     | 銅牌   |
| 2018年 | 日本羽球公開賽           | 超級750賽  | 男子雙打 | 王齊麟 | 準決賽 |
| 2018年 | 中國羽毛球公開賽         | 超級1000賽 | 男子雙打 | 王齊麟 | 準決賽 |
| 2018年 | 中華台北羽毛球公開賽     | 超級300賽  | 男子雙打 | 王齊麟 | 冠軍   |
| 2018年 | 世界羽聯世界巡迴賽總決賽 | 總決賽     | 男子雙打 | 王齊麟 | 準決賽 |

| 2007-2017年 | 首要超級賽 | 超級賽 | 黃金大獎賽 | 大獎賽 | 國際挑戰賽 | 國際系列賽 | 未來系列賽 | 其他 |

| 2018-2026年 | 總決賽 | 超級1000賽 | 超級750賽 | 超級500賽 | 超級300賽 | 超級100賽 | 國際挑戰賽 | 國際系列賽 | 未來系列賽 | 其他 |

### 奧運會和世錦賽參賽紀錄
|          | 搭檔   | 2007 | 2008 | 2009 | 2010 | 2011 | 2012       | 2013 | 2014 | 2015 | 2016 | 2017 | 2018 |
| -------- | ------ | ---- | ---- | ---- | ---- | ---- | ---------- | ---- | ---- | ---- | ---- | ---- | ---- |
| 男子雙打 | 林祐瑯 | －   | －   | 32強 | 16強 | 16強 | －         | －   | －   | －   | －   | －   | －   |
| 男子雙打 | 呂佳彬 | －   | －   | －   | －   | －   | －         | 32強 | 32強 | －   | －   | －   | －   |
| 男子雙打 | 王齊麟 | －   | －   | －   | －   | －   | －         | －   | －   | 32強 | －   | －   | 季軍 |
|          |        |      |      |      |      |      |            |      |      |      |      |      |      |
| 混合雙打 | 周佳琦 | 32強 | －   | 16強 | 32強 | －   | －         | －   | －   | －   | －   | －   | －   |
| 混合雙打 | 程文欣 | －   | －   | －   | －   | 8強  | 小組第三名 | 16強 | 32強 | －   | －   | －   | －   |

## 主要對賽紀錄
陳宏麟與主要對手的對賽成績如下（只列出對賽五次或以上對手，截至2019年1月4日）：
男雙 - 林祐瑯
| 對手                                            | 對賽次數 | 對賽結果 | 對賽結果 | 總計 |
| 對手                                            | 對賽次數 | 勝       | 負       | 總計 |
| ----------------------------------------------- | -------- | -------- | -------- | ---- |
| 亨德拉·塞蒂亞萬 馬爾基斯·基多                   | 6        | 2        | 4        | -2   |
| 亨德拉·阿普利達·古納萬 阿爾文特·尤利安托·錢德拉 | 6        | 1        | 5        | -4   |
| 柴飈 張楠                                       | 5        | 0        | 5        | -5   |
| 陳文宏 古健傑                                   | 5        | 0        | 5        | -5   |
| 其他選手                                        | 128      | 81       | 47       | +34  |
| 總計                                            | 150      | 84       | 66       | +18  |

男雙 - 王齊麟
| 對手                                          | 對賽次數 | 對賽結果 | 對賽結果 | 總計 |
| 對手                                          | 對賽次數 | 勝       | 負       | 總計 |
| --------------------------------------------- | -------- | -------- | -------- | ---- |
| 李俊慧 劉雨辰                                 | 8        | 1        | 7        | -6   |
| 瑪蒂亞斯·鮑伊 卡斯騰·摩根森                   | 7        | 1        | 6        | -5   |
| 嘉村健士 園田啟悟                             | 7        | 1        | 6        | -5   |
| 里奇·卡蘭達·蘇華迪 安加·普拉塔瑪              | 7        | 0        | 7        | -7   |
| 金·阿斯特魯普 安德斯·斯考勞普·拉斯姆森        | 6        | 2        | 4        | -2   |
| 吳蔚昇 陳蔚強                                 | 6        | 2        | 4        | -2   |
| 何濟霆 譚強                                   | 6        | 2        | 4        | -2   |
| 遠藤大由 早川賢一                             | 5        | 2        | 3        | -1   |
| 马库斯·费尔纳尔迪·吉德翁 凱文·桑加亞·蘇卡穆約 | 5        | 0        | 5        | -5   |
| 其他選手                                      | 164      | 120      | 44       | +76  |
| 總計                                          | 221      | 131      | 90       | +41  |

混雙 - 周佳琦
| 對手                                  | 對賽次數 | 對賽結果 | 對賽結果 | 總計 |
| 對手                                  | 對賽次數 | 勝       | 負       | 總計 |
| ------------------------------------- | -------- | -------- | -------- | ---- |
| 頌蓬·阿努里達亞翁 恭差拉·沃拉威七猜恭 | 5        | 1        | 4        | -3   |
| 其他選手                              | 82       | 49       | 33       | +16  |
| 總計                                  | 87       | 50       | 37       | +13  |

混雙 - 程文欣
| 對手                                 | 對賽次數 | 對賽結果 | 對賽結果 | 總計 |
| 對手                                 | 對賽次數 | 勝       | 負       | 總計 |
| ------------------------------------ | -------- | -------- | -------- | ---- |
| 張楠 趙芸蕾                          | 11       | 1        | 10       | -9   |
| 戍革·普拉帕卡莫 莎拉麗·桑松卡姆      | 8        | 5        | 3        | +2   |
| 陳炳順 吳柳螢                        | 6        | 5        | 1        | +4   |
| 約金·費舍爾·尼爾森 克里斯汀娜·彼德森 | 6        | 3        | 3        | 0    |
| 通托維·艾哈邁德 利利亞納·納西爾      | 6        | 1        | 5        | -4   |
| 池田信太郎 潮田玲子                  | 5        | 5        | 0        | +5   |
| 查特·奇雅加特 姚蕾                   | 5        | 5        | 0        | +5   |
| 羅伯特·馬特斯亞克 娜蒂斯達·希爾巴    | 5        | 5        | 0        | +5   |
| 其他選手                             | 101      | 71       | 30       | +41  |
| 總計                                 | 153      | 101      | 52       | +49  |

## 外部連結
- 《VICTOR勝利之星：陳宏麟》[]